# Liolaemus messii
Liolaemus messii — вид ігуаноподібних ящірок родини Liolaemidae. Ендемік Аргентини. Описаний у 2021 році.

## Поширення і екологія
Liolaemus messii відомі з типової місцевості, розташованої в районі Росаріо-де-Лерми, в провінції Сальта, на висоті 3301 м над рівнем моря.